# مضاعفة (طب)
المضاعفة أو المضاعفة الطبية هي نتيجة غير مرغوبة لمرض أو حالة صحية أو علاج. قد تؤثر المضاعفات سلبًا على تشخيص المرض أو نتائجه. تتضمن المضاعفات عمومًا تفاقم شدة المرض أو ظهور علامات أو أعراض أو تغيرات مرضية جديدة قد تنتشر في جميع أنحاء الجسم وتؤثر على الأعضاء الأخرى. وبالتالي قد تؤدي المضاعفات إلى ظهور أمراض جديدة ناتجة عن مرض موجود سابقًا. قد تنشأ أيضًا مضاعفات نتيجة للعلاجات الدوائية.
يعتمد تطور المضاعفات على عدد من العوامل، بما في ذلك درجة الضعف، والحساسية، والعمر، والحالة الصحية، وحالة الجهاز المناعي. تسمح معرفة المضاعفات الأكثر شيوعًا لمرض أو إجراء أو علاج بالوقاية والتحضير للتدبير المناسب في حال تطوّر إحداها.
لا ينبغي الخلط بين المضاعفات والعقابيل، والتي هي آثار متبقية تحدث بعد المرحلة الحادة (المرحلة الأولية والأشد) من المرض أو الإصابة. يمكن أن تظهر العقابيل في وقت مبكر من تطور المرض أو بعد أسابيع إلى شهور وتكون نتيجة الإصابة الأولية أو المرض. على سبيل المثال تعتبر الندبة الناتجة عن حرق أو عسر البلع الناتجة عن سكتة دماغية عقابيل. لا ينبغي أيضًا الخلط بين المضاعفات والأمراض المرافقة (المراضة المشتركة)، وهي أمراض تحدث بشكل متزامن دون وجود علاقة سببية بينها وبين المرض.

## الأمراض والمضاعفات الشائعة

### مضاعفات علاجية المنشأ
يمكن أن تندرج الأخطاء الطبية في فئات مختلفة مذكورة أدناه:
دوائية: تشمل الأخطاء الطبية الدوائية أخطاء كتابة الوصفة الطبية، أو خطأ في التسليم، أو عدم الالتزام بالوصفة الطبية. تعتبر عملية وصف الأدوية عملية معقدة تعتمد على النقل الدقيق للمعلومات عبر جهات مختلفة. تشمل طرق الوقاية زيادة استخدام الوصفات الطبية الإلكترونية، وضمان التثقيف الطبي بين المرضى.
جراحية: يمكن أن تكون الأخطاء الطبية المتعلقة بالجراحة مرتبطة بالتخدير، ولكنها غالبًا ما تشتمل على أخطاء إجرائية في مكان خاطئ أو عند مريض خاطئ. تشمل التدابير الوقائية اتباع البروتوكول الجراحي الموحد والتحقق منه مرتين قبل الإجراءات وأثناءها وبعدها. تشمل البروتوكولات الجراحية الشاملة التحقق من هوية المريض، والتحضير الجيّد.
تشخيصية: تشمل الأخطاء التشخيصية خلل التشخيص، والتشخيص الخاطئ، والتشخيص المفرط. غالبًا ما تحدث الأخطاء التشخيصية نتيجة لخصائص المريض وتحيز الطبيب.
التعامل مع الأجهزة: تشير الأخطاء في هذه الفئة إلى أخطاء في تفاعل الإنسان مع الأدوات أو الأجهزة. يمكن تقليل الأخطاء المتعلقة بالأدوات من خلال التوحيد القياسي والتمايز الواضح في تصميم المنتجات.
الانتقال والتسليم: يمكن أن تحدث الأخطاء في هذه الفئة عند الانتقال من  شخص لآخر أو من موقع إلى موقع، ويمكن تجنّبها من خلال الالتزام ببروتوكولات التسليم المناسبة.
العوامل البشرية والعمل الجماعي والتواصل: تسلط الأخطاء في هذه الفئة الضوء على تأثير الثقافة والعلاقات البشرية. يمكن أن تلعب هذه المفاهيم دورًا في فئات أخرى من الأخطاء الطبية. تشمل التدابير الوقائية غرس «ثقافة الأمان» التي تتضمن خلق بيئة يشعر فيها الأشخاص بالراحة عند مناقشة المخاوف والتعليقات والأخطاء دون خوف من العقاب.
العدوى المرتبطة بالرعاية الصحية: تشمل العدوى المتعلقة بالرعاية الصحية الكائنات الحية الدقيقة أو العدوى الفيروسية وتحدث بشكل أكثر شيوعًا بسبب الأجهزة المستخدمة (القثطرة البولية، والخطوط المركزية) أو الإجراءات الجراحية السابقة. الميكروبات الشائعة المرتبطة بهذه الأنواع من العدوى هي الإيشيركية الكولونية، والمتقلّبات، والمطثية الصعبة. الإجراء الوقائي الأكثر فعالية هو الاهتمام بنظافة اليدين.

## مواضيع ذات صلة
- مآل (طب)
- المشاكل علاجية المنشأ
- التشخيص
- أثر جانبي